# Seiji Maehara
Seiji Maehara (前原 誠司 Maehara Seiji?,  nacido el 30 de abril de 1962) es un político japonés del Partido Democrático de Japón y miembro de la Cámara de Representantes de Japón.

## Carrera política
Maehara fue elegido líder del Partido Democrático de Japón tras las elecciones generales de 2005, pero la duración de su cargo fue de apenas medio año. Dimitió el 1 de abril de 2006 debido a un escándalo relacionado con el "caso Livedoor", la firma de Internet implicada en un fraude bursátil.
En el gobierno de Naoto Kan fue Ministro de Territorio, Infraestructuras, Transporte y Turismo (2009-2010) y Ministro de Exteriores (2010-2011), cargo este último del que dimitió el 6 de marzo de 2011.